# Liste der Bodendenkmäler in Ramerberg
Auf dieser Seite sind die Bodendenkmäler in der oberbayerischen Gemeinde Ramerberg zusammengestellt. Diese Tabelle ist eine Teilliste der Liste der Bodendenkmäler in Bayern. Grundlage ist die Bayerische Denkmalliste, die auf Basis des Bayerischen Denkmalschutzgesetzes vom 1. Oktober 1973 erstmals erstellt wurde und seither durch das Bayerische Landesamt für Denkmalpflege geführt wird. Die folgenden Angaben ersetzen nicht die rechtsverbindliche Auskunft der Denkmalschutzbehörde.

## Bodendenkmäler der Gemeinde Ramerberg

### Bodendenkmäler in der Gemarkung Ramerberg
| Lage                 | Objekt | Akten-Nr.     | Bild |
| -------------------- | --- | ------------- | ---- |
| Ramerberg (Standort) | Burgstall des Mittelalters. | D-1-7938-0050 |      |
| Ramerberg (Standort) | Grabhügel mit Bestattungen der Hallstattzeit. | D-1-7938-0051 |      |
| Ramerberg (Standort) | Grabhügel vorgeschichtlicher Zeitstellung. | D-1-7938-0052 |      |
| Ramerberg (Standort) | Verebnete Grabhügel vorgeschichtlicher Zeitstellung. | D-1-7938-0084 |      |
| Ramerberg (Standort) | Untertägige mittelalterliche und frühneuzeitliche Befunde und Funde im Bereich der katholischen Pfarrkirche St. Leonhard in Ramerberg und ihrer Vorgängerbauten.                        | D-1-7938-0162 |      |
| Ramerberg (Standort) | Untertägige spätmittelalterliche und frühneuzeitliche Befunde im Bereich von Schloss Zellerreit und seinen Vorgängerbauten sowie der zugehörigen katholischen Schlosskapelle St. Georg. | D-1-7938-0165 |      |
| Ramerberg (Standort) | Wasserburgstall des hohen Mittelalters. | D-1-7938-0166 |      |